# Næse (politik)
I dansk politik er en næse (sandsynligvis fra gammeldansk nesæ, "skam", "vanære") en populær betegnelse for kritik af en politiker.

## Folketinget
En næse bliver oftest udtrykt af et byråd, Folketingets Ombudsmand eller af Folketingets udvalg. Også Rigsrevisionen, et flertal i Folketinget og Statsrevisorerne kan udtrykke kritik.[kilde mangler]
En næse "får sjældent parlamentariske eller andre politiske konsekvenser". Derimod kan et Folketingsflertal tvinge en minister til at gå af ved udtrykke et mistillidsvotum.[kilde mangler]
Rekordholderen er Uffe Ellemann-Jensen, der blev tildelt 80 næser – heraf de fleste som følge af fodnotepolitikken, hvor han som udenrigsminister var pålagt at repræsentere synspunkter i NATO, han ikke selv delte. I en del tilfælde mente Folketinget ikke, at han havde efterlevet den vedtagne politik.

## Danske næser siden år 2000
| År | Politiker |                                                             | Politiker(e)s parti(er)                               | Uddeler                                                                                 | Sag                                                                                                  |
| --- | --- | ----------------------------------------------------------- | ----------------------------------------------------- | --------------------------------------------------------------------------------------- | --- |
| 2000 | Poul Nyrup Rasmussen                                                                                                  |                                                             | Socialdemokratiet (S)                                 | Udenrigspolitisk Nævn                                                                   | Jørg Haider-sagen og manglende orientering af Folketinget i forbindelse med EU-sanktioner mod Østrig |
| 2002 | Lene Espersen |                                                             | Det Konservative Folkeparti (KF)                      | Retsudvalget (S, DF, SF, RV og EL)                                                      | Manglende gennemførelse af folketingsbeslutninger                                                    |
| 2003 | Thor Pedersen |                                                             | Venstre (V)                                           | Flertal i Folketinget                                                                   | Overholdt ikke bopælspligten                                                                         |
| 2003 | Lene Espersen |                                                             | Det Konservative Folkeparti                           | Retsudvalget (S, SF, RV, EL og KRF)                                                     | Problematisk håndtering af sagen om den irakiske hærchef                                             |
| 2003 | Hans Christian Schmidt                                                                                                |                                                             | Venstre                                               | Folketingets Ombudsmand                                                                 | Manglende afklaring eller afværgelse om mulig inhabilitet                                            |
| 2003 | Tove Fergo | Statsrevisorerne                                            | Venstre                                               | Folkekirkens Fællesfond, der finansierer præstelønninger                                | |
| 2004 | Tove Fergo | Folketingets Ombudsmand                                     | Venstre                                               | Inhabilitet (Relateret til Fergos ovenstående næse i 2003 om Fællesfonden)              | |
| 2004 | Hans Christian Schmidt                                                                                                | Rigsrevisionen                                              | Venstre                                               | Forfordeling af tidligere arbejdsplads                                                  | |
| 2005 | Lars Barfoed |                                                             | Det Konservative Folkeparti                           | Udvalget for Fødevarer, Landbrug og Fiskeri                                             | Ministerens håndtering af Aldi-markedsføring løntilskudsordningen                                    |
| 2005 | Claus Hjort Frederiksen                                                                                               |                                                             | Venstre                                               | Statsrevisorerne                                                                        | Mangelfuld orientering af Folketinget samt mangelfuld administration af løntilskudsordningen         |
| 2005 | Flemming Hansen |                                                             | Det Konservative Folkeparti                           | Statsrevisorerne                                                                        | Urigtige oplysninger afgivet til Finanstilsynet og manglende tilsyn med Banedanmark                  |
| 2005 | Kristian Jensen og Svend Erik Hovmand                                                                                 |                                                             | Venstre                                               | Statsrevisorerne                                                                        | Langsommelige arbejdsgange og utilstrækkelig indsats mod sort arbejde                                |
| 2005 | Rikke Hvilshøj | Manglende styr på Udlændingestyrelsen                       | Venstre                                               | Statsrevisorerne                                                                        | |
| 2006 | Flemming Hansen |                                                             | Det Konservative Folkeparti                           | Statsrevisorerne                                                                        | Forsinkede IC4-tog                                                                                   |
| 2006 | Søren Gade |                                                             | Venstre                                               | Folketingets Ombudsmand                                                                 | Begrænsning af embedsmands ytringsfrihed                                                             |
| 2006 | Lars Barfoed |                                                             | Det Konservative Folkeparti                           | Statsrevisorerne                                                                        | Problemer med fødevarekontrollen og utilstrækkelig information til Folketinget                       |
| 2007 | Flemming Hansen |                                                             | Det Konservative Folkeparti                           | Statsrevisorerne                                                                        | Tilsynet med luftfarten og håndtering af SAS’s uregelmæssige flyvninger                              |
| 2007 | Lene Espersen |                                                             | Det Konservative Folkeparti                           | Udvalget for Forretningsordenen                                                         | Dan Lynge-sagen                                                                                      |
| 2007 | Rikke Hvilshøj |                                                             | Venstre                                               | Integrationsudvalget                                                                    | Forhastet lovgivning                                                                                 |
| 2008 | Anders Fogh Rasmussen                                                                                                 | Trafikudvalget (S, DF, SF, RV)                              | Venstre                                               | Motorveje i Silkeborg                                                                   | |
| 2009 | Eva Kjer Hansen | Fødevareudvalget (S, DF, SF, RV, EL)                        | Venstre                                               | Om manglende initiativer til forbud mod azofarvestoffer                                 | |
| 2009 | Kristian Jensen | Udvalget for Forretningsordenen                             | Venstre                                               | Administrerede efter en lov, der ikke var trådt i kraft                                 | |
| 2009 | Lars Løkke Rasmussen                                                                                                  | Statsrevisorerne                                            | Venstre                                               | Overbetaling af private sygehuse                                                        | |
| 2010 | Kristian Jensen | Statsrevisorerne                                            | Venstre                                               | Manglende inddrivelse af skatter og afgifter efter fusion af skattemyndighederne i 2005 | |
| 2010 | Lene Espersen |                                                             | Det Konservative Folkeparti                           | Finansudvalget                                                                          | Sygehussagen og upræcise og ikke fyldestgørende svar på spørgsmål i Folketinget                      |
| 2012 | Christine Antorini, Bjarne Corydon mfl.                                                                               |                                                             | Socialdemokratiet (S)                                 | Statsrevisorerne                                                                        | Forsinkede svar i forbindelse med indgreb i lærerkonflikten                                          |
| 2013 | Mette Frederiksen | Beskæftigelsesudvalget                                      | Socialdemokratiet (S)                                 |                                                                                         | Forsinkede svar i forbindelse med indgreb i lærerkonflikten                                          |
| 2013 | Martin Lidegaard |                                                             | Det Radikale Venstre (R)                              | Klima- og Energiudvalget                                                                | Mangelfuld orientering af Folketinget i sagen om solceller                                           |
| 2003-2013                                                                                               | Svend Erik Hovmand, Kristian Jensen, Troels Lund Poulsen, Peter Christensen, Thor Möger Pedersen og Holger K. Nielsen |                                                             | Venstre, Socialdemokratiet og Socialistisk Folkeparti | Statsrevisorerne                                                                        | Fejlagtig forvaltning af den offentlige ejendomsvurdering                                            |
| 2013 | Villy Søvndal |                                                             | Socialistisk Folkeparti (SF)                          | Folketingets formand, Mogens Lykketoft                                                  | Manglende oversættelse af dokument om forholdet mellem Kina og Tibet                                 |
| 2013 | Annette Vilhelmsen | Socialudvalget                                              | Socialistisk Folkeparti (SF)                          | Håndtering af sagen om bevilling til “Stemmer på Kanten”                                | |
| 2015 | Troels Lund Poulsen                                                                                                   |                                                             | Venstre                                               | Udvalget for Forretningsordenen                                                         | Skattesagskommissionen                                                                               |
| 2015 | Nicolai Wammen |                                                             | Socialdemokratiet                                     | Retsudvalget (V, DF, EL, LA og KF)                                                      | Afvisning af embedsmænds møde med Retsudvalget i Folketingets lokaleområde                           |
| 2016 | Kristian Jensen |                                                             | Venstre                                               | Udenrigsudvalget (S, EL, ALT, RV, SF, KF og SIU)                                        | Manglende efterlevelse af en folketingsbeslutning om udviklingsbistand                               |
| 2016 | Birthe Rønn Hornbech                                                                                                  | Udvalget for Forretningsordenen                             | Venstre                                               | Statsløse-sagen                                                                         | |
| 2016 | Centrale ministre i Venstre                                                                                           | Miljø- og fødevareudvalget (alle undtagen V og LA)          | Venstre                                               | Landbrugspakken 2016                                                                    | |
| 2017 | Ole Birk Olesen |                                                             | Liberal Alliance                                      | Transport-, bygnings-, og boligudvalget                                                 | PostNord-sagen                                                                                       |
| 2017 | Esben Lunde Larsen |                                                             | Venstre                                               | Miljø- og fødevareudvalget (S, DF, EL, ALT, RV og SF)                                   | Koncentration af fiskekvoter                                                                         |
| 2018 | Karsten Lauritzen | Udvalget for Forretningsordenen                             | Venstre                                               | Undersøgelseskommission om SKAT                                                         | |
| 2018 | Anders Samuelsen |                                                             | Liberal Alliance                                      | Udenrigsudvalget (S, DF og EL)                                                          | Danmarks militære engagement i Kosovo, Irak og Afghanistan                                           |
| 2019 | Eva Kjer Hansen |                                                             | Venstre                                               | Miljø- og fødevareudvalget (S, DF, EL, ALT og SF)                                       | Muslinge- og Østersfiskeri i Limfjorden                                                              |
| 2020 | Jeppe Kofod |                                                             | Socialdemokratiet                                     | Europaudvalget (V, KF, DF, RV og Ø)                                                     | Ubrugelige respiratorer til Italien                                                                  |
| 2020 | Trine Bramsen og Magnus Heunicke                                                                                      | Europaudvalget (V, DF, RV)                                  | Socialdemokratiet                                     |                                                                                         | Ubrugelige respiratorer til Italien                                                                  |
| 2020 | Dan Jørgensen | Klima-, energi- og forsyningsudvalget (V, KF, DF, RV og LA) | Socialdemokratiet                                     | Fodslæberi på klimaområdet                                                              | |
| 2022 | Magnus Heunicke | Oppositionen og EL                                          | Socialdemokratiet                                     | Minksagen                                                                               | |
| 2022 | Mette Frederiksen | S, EL, SF og R                                              | Socialdemokratiet                                     | Minksagen                                                                               | |
| 2022 | Mogens Jensen | S, EL, SF og R                                              | Socialdemokratiet                                     | Minksagen                                                                               | |
| 2022 | Lea Wermelin og Trine Bramsen                                                                                         | Blå blok minus LA, samt SF, R, Frie Grønne                  | Socialdemokratiet                                     | Tilbageholdt brev om Lynetteholmen                                                      | |
| 2023 | Christina Egelund |                                                             | Moderaterne                                           | Finansudvalget                                                                          | At sende it-projekt i udbud uden fremlæggelse og godkendelse af Finansudvalget                       |
| 2023 | Christina Egelund | At Aarhus Universitet har brugt penge uden hjemmel          | Moderaterne                                           | Finansudvalget                                                                          | |
| Kilde bortset fra hvor andet er angivet: "Næse for kritik: 59 næser på 30 år". Altinget. 27. juni 2020. | |                                                             |                                                       |                                                                                         | |